# MIPI Alliance
MIPI Alliance o senzillament MIPI (Mobile Industry Processor Interface; Interfície de Processador de la Indústria Mòbil) és una organització global, d'afiliació oberta que desenvolupa les especificacions d'interfície per a l'ecosistema mòbil incloent les indústries d'influència en dit sistema. Va ser fundada el 2003 per ARM, Intel, Nokia, Samsung, STMicroelectronics i Texas Instruments.
La MIPI Alliance inclou entre els seus membres, fabricants de telèfons mòbils, fabricants d'equips originals de dispositius, proveïdors de programari, empreses de semiconductors, desenvolupadors de processos i d'aplicacions, proveïdors d'eines de prova d'IPs, i altres companyies fabricants d'equips de prova, de càmeres, i tauletes, així com els fabricants de portàtils.
Els estàndards MIPI no toquen les interfícies via ràdio o les normes de telecomunicacions sense fils, atès que les especificacions MIPI es refereixen únicament als requisits de la interfície entre el processador d'aplicacions i els perifèrics. Els productes conformes amb MIPI són aplicables a totes les tecnologies de xarxa, incloent GSM, CDMA2000, WCDMA, PHS, TD-SCDMA, i altres.

## Missió i abast
La missió de la MIPI Alliance és el desenvolupament de la tecnologia de les interfícies de baix consum d'energia mitjançant l'establiment, promoció i suport dels estàndards de maquinari i programari d'interfícies per al benefici de les indústries mòbils i la seva àrea d'influència. L'organització promou i fomenta activament l'adopció d'aquestes especificacions en tota la cadena del sector.
L'abast de la MIPI Alliance és arribar a desenvolupar el més complet conjunt d'especificacions de les interfícies per als productes mòbils i la seva àrea d'influència.
L'organització compta amb més de 250 empreses membres a tot el món, 12 grups de treball actius i ha lliurat més de 45 especificacions dins de l'ecosistema mòbil en l'última dècada. Les especificacions MIPI proporcionen solucions d'interfície per a dispositius mòbils. A mesura que l'ecosistema mòbil tradicional s'ha ampliat per tal d'incloure les tauletes i els ordinadors portàtils, les especificacions de la MIPI Alliance s'implementen més enllà dels telèfons mòbils, incloent : Tauletes, ordinadors, càmeres, electrònica industrial, màquina a màquina ((IoT)), realitat augmentada, el món de l'automoció i el de les tecnologies mèdiques.

## Organitzacions associades
- JEDEC
- USB Implementers Forum
- PCI-SIG
- MEMS
- VESA